# Juan José Medina

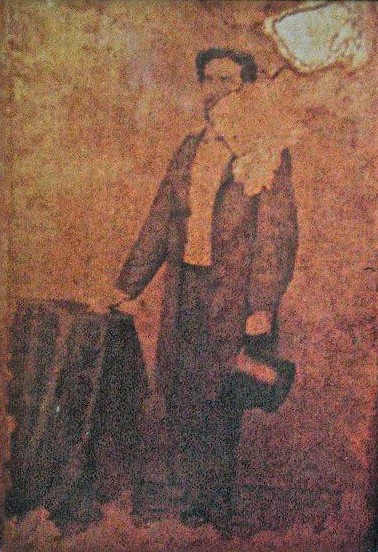
Juan José Medina

Juan José Medina war Präsident von Paraguay vom 22. Januar 1841 bis 9. Februar 1841, als er der vorübergehend herrschenden Junta vorstand.
| Vorgänger            | Amt                      | Nachfolger           |
| -------------------- | ------------------------ | -------------------- |
| Manuel Antonio Ortiz | Präsident Paraguays 1841 | Mariano Roque Alonso |

| Personendaten    | Personendaten                        |
| ---------------- | ------------------------------------ |
| NAME             | Medina, Juan José                    |
| KURZBESCHREIBUNG | Präsident von Paraguay               |
| GEBURTSDATUM     | 18. Jahrhundert oder 19. Jahrhundert |
| STERBEDATUM      | 19. Jahrhundert                      |